# Subependymální obrovskobuněčný astrocytom
Subependymální obrovskobuněčný astrocytom, zkrac. SEGA z anglického názvu je benigní nádor mozku postihující astrocyty spjatý s tuberózní sklerózou. Jde sice o benigní nádor, nicméně zjevně vaskulárně proliferuje z mozkových komor, způsobuje nekrózy, mitotické figury a hydrocephalus.

## Diagnóza
Užívá se CT a MRI, je velice snadno detekovatelný. Pokud je tok mozkomíšního moku nepřerušený, nezpůsobuje pacientům problémy, v opačném případě se projevuje bolestmi hlavy, nauseou, zdvojeným viděním i změnou osobnosti.

## Léčba
Primární léčba je farmakologická (Rapamycin a Everolimus), v případě zhoršení příznaků chirurgické odstranění. Nádor nemetastazuje ani reemituje, občas se ale objeví další nádory v komorách.